# Празеодимундекакадмий
Празеодимундекакадмий — бинарное неорганическое соединение, интерметаллид
празеодима и кадмия
с формулой Cd11Pr,
кристаллы.

## Получение
- Сплавление стехиометрических количеств чистых веществ:

{\displaystyle {\mathsf {Pr+11Cd\ {\xrightarrow {570^{o}C}}\ Cd_{11}Pr}}}

## Физические свойства
Празеодимундекакадмий образует кристаллы
кубической сингонии,
пространственная группа P m3m,
параметры ячейки a = 0,9306 нм, Z = 3,
структура типа ундекартутьбария BaHg11
.
Образуется по перитектической реакции при температуре 570 °C (566 °C).